# 數碼天氣預報
數碼天氣預報為香港天文台其中一項於2010年3月23日推出的服務，該服務於2011年增強至提供由當天上午5時至第三天下午8時或當天下午5時至第四天上午8時的香港及鄰近珠三角地區每十公里的溫度、風向及相對濕度的預報，預報於上下午4時更新，不經人手修訂。

## 歷史
在香港设立一个气象观测台的构想，最初是由英国皇家学会于1879年提出。皇家学会认为香港的地理位置甚佳，“是研究气象，尤其是台风的理想地点”。事实上，随着当时香港人口逐渐增加，台风造成的破坏已广受社会所关注。香港政府亦对皇家学会的建议表示欢迎。经过详细的探讨和研究后，皇家学会的建议最终在1882年获接纳。随着第一任天文司﹝即首任天文台台长﹞杜伯克博士（Dr. Doberck）于1883年夏天抵港，香港天文台亦于同年创立。
天文台早期的工作包括气象观测、地磁观测、根据天文观测报导时间和发出热带气旋警告。这些饶有价值的服务备受重视，且于1912年获得英皇佐治五世颁赐「皇家天文台」的称号。1997年7月1日香港主权回归中国，部门复称香港天文台。
天文台成立迄今已逾百年，部门的运作模式及服务范围亦不断与时并进，以满足现代社会的期望和需求。

## 外部連結
- （繁體中文） http://www.hko.gov.hk/dfs/main/dfs_tt_uc.html （页面存档备份，存于） 數碼天氣預報 - 繁體中文版
- （简体中文） http://gb.weather.gov.hk/dfs/main/dfs_tt_uc.html （页面存档备份，存于） 數碼天氣預報 - 簡體中文版